# ヤットコ
ヤットコは、岡山県倉敷市連島地区にある地名である。交差点の名前にもなっており、両備バスの停留所が設置されている。「新ヤットコ」というバス停が100mほど南に存在したこともある。かつては倉敷市営バスも走っていた。

## 地理
ヤットコ交差点は東西方向に走る岡山県道275号藤戸連島線と南北方向に走る市道とが交わっている。県道はヤットコ交差点に向かって西側も東側も上り坂になっている。交差点の脇には天井川である茂浦川が流れており、上り坂になっているのは茂浦川に堤防を築いたためと考えられる。近隣には「ヤットコ書店」という店舗も存在する。

## 由来
由来には二つの説が考えられている。一つは、この地に堤防を築いた人夫たちの作業のかけ声だったという説、もう一つは苦労してやっとこさたどり着けた場所だからという説である。

## アクセス
- 両備バス「ヤットコ」停留所下車